# Università di Bordeaux
L'Università di Bordeaux è un'università francese fondata nel 1441. Dispone di oltre 50.000 studenti e 6.000 docenti ricercatori in diritto, medicina, scienze politiche, scienze, psicologia, tecnologia e scienze umane.
È la più grande università della Nuova Aquitania. È situata a Bordeaux, principalmente nel campus di Talence Pessac Gradignan, ma anche nelle città di Agen e Arcachon. Ha ottenuto le etichette Initiative d'excellence (Idex), Laboratoires d'excellence (Labex), Équipements d'excellence e coordina l'alleanza universitaria europea Enlight dal 1º settembre 2020.
Tra le migliori università al mondo, nel 2021 si è classificata al 7º posto tra le migliori università francesi secondo il Times Higher Education e al 151º posto a livello mondiale nel 2017 secondo il ranking di Shanghai.
Dal 2014 esistono due università nell'area metropolitana di Bordeaux, l'Università di Bordeaux e l'Università Bordeaux-Montaigne.

## Storia

### La Rivoluzione
Nel 1441, essendo Bordeaux sotto il dominio inglese, gli "escholiers" bordeaux avevano difficoltà a recarsi all'Università di Parigi. La città desiderava quindi creare la propria università. Su richiesta dell'arcivescovo di Bordeaux, Papa Eugenio IV creò uno studium generale (teologia, diritto, medicina e arti) sotto l'autorità di Pey Berland. Dopo la guerra dei Cent'anni, l'Aquitania passò sotto il dominio del re di Francia e l'università passò gradualmente sotto il controllo del potere reale. Male attrezzato e senza tradizioni, questo organismo aveva scarsa influenza. Molti studenti bordeaux, come Michel de Montaigne, frequentavano i corsi dell'Università di Tolosa o di Montpellier. In risposta all'inadeguatezza del collegio delle arti dell'università, la Giurade creò il Collège de Guyenne nel 1553.
François de Foix fondò una cattedra di matematica nel 1591.
L'università non conobbe uno sviluppo durante il Rinascimento, e nel 1709 Laplace scrisse al controllore generale delle finanze: "Il Collège des lois di Bordeaux è completamente deserto e abbandonato per negligenza dei professori di diritto nel compiere i loro doveri". L'opposizione tra il collegio dei Gesuiti e l'università continuò ad aumentare fino alla soppressione della Compagnia di Gesù. A partire dal 1713, l'Accademia delle scienze, belle lettere e arti di Bordeaux costituì il polo culturale e artistico della città.
Nel 1793, la Convenzione sopprime le università. La scuola centrale di Bordeaux, che la sostituì, fu inaugurata il 4 maggio 1796 nei locali del Collège de Guyenne.

### Periodo Imperiale e Restaurazione
Il palazzo della facoltà di medicina e farmacia, in piazza della Vittoria. L'edificio, classificato come Monumento storico, ospita oggi i corsi nelle scienze umane (2006). Le facoltà vengono riaperte da Napoleone I e costituiscono la parte dell'istruzione superiore nell'Università di Francia (grande amministrazione dell'istruzione). Durante la monarchia di Luglio, molte facoltà vengono aperte, ma si limitano a conferire i gradi accademici. Il 31 ottobre 1815, diciassette facoltà letterarie, tra cui quella di Bordeaux, vengono soppressate.
La facoltà di teologia, inaugurata nel 1808, inizialmente ha solo tre cattedre. È necessario aspettare il 1847 perché ritorni alle sei cattedre che aveva prima della Rivoluzione. A partire dal 1839, è collocata negli stessi locali delle facoltà di lettere e scienze. I corsi sono interrotti tra il 1848 e il 1853. Il cardinale Donnet si impegna a far venire professori competenti. La facoltà viene soppressa nel 1855.
Il 23 gennaio 1838, il consiglio comunale di Bordeaux accetta la proposta di Salvandy di creare a Bordeaux le facoltà di scienze e lettere. L'ordinanza del 24 agosto 1838 ripristina la facoltà di lettere e ne crea una di scienze. La facoltà di lettere è dotata di cinque cattedre: filosofia, storia, letteratura antica, letteratura francese e, in una novità, letteratura straniera. La facoltà di scienze include sei cattedre: matematica pura, astronomia e matematica razionale, fisica, chimica, zoologia e fisiologia animale, botanica, mineralogia e geologia. Le due facoltà vengono inaugurate il 16 novembre 1839, collocate in un'ala del municipio. Nonostante la presenza di professori di fama come Francisque Michel, l'attività scientifica di queste facoltà è abbastanza limitata.
La medicina è insegnata alla Scuola di medicina e farmacia di Bordeaux, fondata con la legge del 26 marzo 1829.

### Terza Repubblica
Chiusa dal 1793, la facoltà di giurisprudenza viene riaperta nel 1870. Si trasferisce vicino alla cattedrale di Saint-André di Bordeaux nel 1873. Fernand Faure insegna economia liberale e Léon Duguit diritto internazionale.
La scuola di medicina diventa facoltà di medicina e farmacia con la legge del 10 dicembre 1874 e il decreto del 16 giugno 1878. Si trasferisce nel 1888 in place d'Aquitaine (attualmente piazza della Vittoria) in un edificio costruito da Jean-Louis Pascal (1876-1888, 1902-1922). I lavori dei professori della facoltà hanno grande notorietà.
Il 13 maggio 1879 e il 20 luglio 1880, il consiglio comunale adotta il progetto dell'architetto Charles Durand (1824-1891) per trasferire le facoltà nel terreno del liceo del convento dei frati francescani, spostato al collegio dei gesuiti. I lavori iniziano alla fine del 1880 e si concludono nella primavera del 1885. Il nuovo edificio, situato in cours Pasteur, è assegnato alle facoltà il 16 gennaio 1886. Nel 1877, vengono create nuove maestranze e nuove cattedre. Il primo titolare della cattedra di astronomia fisica, Georges Rayet, fonda l'osservatorio di Bordeaux a Floirac nel 1878. È affiliato all'università dal 1º gennaio 1900. Un professore di chimica, Ulysse Gayon, fonda la scuola di chimica nel 1891 per sostenere l'agricoltura e il commercio di Bordeaux.
La legge del 18 luglio 1896, dovuta a un ex professore della facoltà di lettere di Bordeaux, Louis Liard, istituisce l'università di Bordeaux con le sue quattro facoltà: lettere, giurisprudenza, scienze, medicina e farmacia. Le facoltà si sviluppano e vengono aperte nuove cattedre. La facoltà di lettere conta undici cattedre all'inizio del XX secolo, tra cui quella di storia di Bordeaux e del Sud-Ovest della Francia, aperta nel 1891 con l'insegnamento di Camille Jullian. Émile Durkheim insegna sociologia tra il 1887 e il 1902.
All'inizio del XX secolo, l'università conta alcuni migliaia di studenti e si colloca al quarto posto tra le università francesi. Nell'agosto 1914, durante la Prima Guerra mondiale, gli edifici universitari vengono requisiti dal governo rifugiato a Bordeaux. Durante l'interguerra, le iscrizioni aumentano di quasi il 50%, l'università di Bordeaux ha legami particolari con l'oltremare e le sue facoltà organizzano il diploma di baccalaureato per il Marocco, il Senegal. Con la Seconda Guerra mondiale, gli edifici ospitano di nuovo il governo. Poi, durante l'Occupazione, gli edifici sono utilizzati dai tedeschi, gli studenti sono minacciati dal lavoro obbligatorio e il regime di Vichy revoca alcuni professori.

### Quarta Repubblica
Nel mezzo del XX secolo, l'università conta 8.000 studenti, posizionandosi al secondo posto tra le università francesi dopo Parigi. Sono distribuiti tra le facoltà di giurisprudenza (29%), medicina (28%), lettere (23%) e scienze (15%). All'inizio degli anni '60, il numero degli studenti raggiunge i 13.000 e alla vigilia del 1968 arriva a 25.000, mentre il numero di docenti aumenta anch'esso in modo spettacolare. Inoltre, nel 1968 si raggiunge la parità di genere, mentre nel 1945 c'erano il doppio delle ragazze rispetto ai ragazzi tra gli studenti. Di fronte a queste trasformazioni, gli spazi diventano troppo piccoli e la maggior parte delle facoltà si trasferisce verso un nuovo campus: il campus universitario di Talence Pessac Gradignan (scienze nel 1960, giurisprudenza nel 1966-67, lettere nel 1971). Allo stesso tempo, vengono istituite sedi distaccate a Pau, ma anche in Nord Africa e nelle Antille. È in questo contesto che si verificano gli eventi del maggio '68. A Bordeaux, le facoltà sono occupate, la facoltà di lettere è il principale polo di contestazione, rimanendo occupata fino al 17 giugno 1968.
Nel 1948 viene istituito l'Istituto di Studi Politici di Bordeaux. Seguono l'Istituto di Economia Regionale del Sud-Ovest, l'Istituto di Amministrazione Aziendale nel 1955 e l'Istituto Universitario di Tecnologia nel 1966.
Nel 1958 vengono creati gli ospedali universitari, e nel 1976 la facoltà di medicina si trasferisce nelle vicinanze di essi, seguita dalla farmacia dal 1992 al 2002 e dall'odontoiatria nel 2018.

### Quinta Repubblica
La legge sull'orientamento dell'istruzione superiore del 12 novembre 1968, nota come "legge Faure", abolisce le facoltà e riorganizza le università, che diventano ora istituzioni pubbliche a carattere scientifico e culturale (EPSC), composte da unità di insegnamento e ricerca (UER) e amministrate da organi eletti. Tra il 1968 e il 1970, l'università di Bordeaux si divide in tre nuove università: Bordeaux-I (scienze, giurisprudenza, scienze sociali e politiche, scienze economiche e gestionali), Bordeaux-II (medicina, farmacia) e Bordeaux-III (lettere).
L'Istituto di Studi Politici ottiene l'autonomia (diventa un'UER istituita in EPSC) insieme all'École Nationale Supérieure d'Électronique et Radioelettricità di Bordeaux (UER) e all'École Nationale Supérieure de Chimie de Bordeaux (UER istituita in EPSC collegata a un'università). Dopo la legge sull'istruzione superiore del 1984, nota come "legge Savary", queste tre scuole diventano istituti pubblici a carattere amministrativo collegati all'università Bordeaux-I. Le due scuole di ingegneria sono alla base dell'istituto politecnico di Bordeaux creato nel 2009.
Nel 1995, viene creata l'università Bordeaux-IV (giurisprudenza, scienze sociali e politiche, scienze economiche e gestionali) dopo la divisione dell'università Bordeaux-I (che mantiene solo le scienze).
Tre di questi istituti adottano nomi di personaggi famosi di Bordeaux: Victor Segalen per Bordeaux-II, Michel de Montaigne per Bordeaux-III e Montesquieu per Bordeaux-IV. Nel 2000, Bordeaux-I conta 10.722 studenti, Bordeaux-II 15.175, Bordeaux-III 14.847 e Bordeaux-IV 12.681, per un totale di 53.425 studenti.

#### Rifondazione (2013-)
Dopo la legge quadro per la ricerca del 2006, è stato creato il PRES "Università di Bordeaux" per federare le università, l'Istituto di Studi Politici e tre scuole di ingegneria. In seguito alla legge sull'istruzione superiore e la ricerca del 2013, il PRES diventa la comunità delle università e degli istituti dell'Aquitania; come suggerisce il nuovo nome, il suo ambito geografico si estende. Nel 2017, l'università annuncia il suo ritiro dalla comunità.
L'università di Bordeaux vince bandi nazionali per il finanziamento come il piano campus nel 2008 e le iniziative di eccellenza nel 2011, confermate nel 2016. Questi progetti sono portati avanti dal PRES prima di essere ripresi dall'università fusione.
L'idea di fondere gli istituti, inserita in un'onda nazionale di fusione, è stata discussa a partire dal 2008. Tuttavia, l'università Bordeaux-III e successivamente l'Istituto di Studi Politici e l'Istituto Politecnico si ritirano dal progetto. L'università di Bordeaux è stata ricreata il 1 gennaio 2014 dopo la fusione delle università Bordeaux-I, Bordeaux-II e Bordeaux-IV. Ha fatto parte della comunità delle università e degli istituti dell'Aquitania fino al 2018, consentendo, sulla base di un progetto condiviso, la coordinazione delle offerte formative e della strategia di ricerca e trasferimento. Su questa base, è stato stipulato un solo contratto d'istituto tra la comunità e il ministero. La Fondazione Università di Bordeaux ha come membri fondatori i membri di questa comunità.
Nel 2016, l'università ha ottenuto il label Iniziativa d'Eccellenza (Idex) da parte della giuria internazionale. Successivamente, ha coordinato l'amministrazione e la direzione dell'alleanza universitaria europea Enlight dal 1º settembre 2020.
Nel marzo 2023, l'edificio della facoltà situato in Place de la Victoire è stato occupato nel contesto del movimento sociale contro il progetto di riforma delle pensioni. L'occupazione, iniziata il 21 marzo, si è conclusa nelle prime ore del 31 marzo con lo sgombero dell'edificio da parte delle forze dell'ordine su richiesta del presidente dell'università, citando motivi di sicurezza. Tale occupazione è stata oggetto di critiche per i danni causati o per la scelta di organizzare una conferenza del militante di estrema sinistra Jean-Marc Rouillan, condannato più volte in passato.